# Liparis gamblei
Liparis gamblei är en orkidéart som beskrevs av Joseph Dalton Hooker. Liparis gamblei ingår i släktet gulyxnen, och familjen orkidéer. Inga underarter finns listade i Catalogue of Life.